# Sokolniki (przystanek kolejowy w Rosji)
Sokolniki (ros. Сокольники) – przystanek kolejowy w miejscowości Sokolniki, w rejonie zielenogradskim, w obwodzie królewieckim, w Rosji. Położony jest na linii Królewiec – Zielenogradsk – Swietłogorsk, w pobliżu wybrzeża Morza Bałtyckiego.